# Курилович Віталій Іванович
Віталій Іванович Курилович (18 грудня 1973, м. Тернопіль, Україна — 29 травня 2014, м. Слов'янськ, Україна) — український військовий, майор Національної гвардії України. Начальник групи бойової та спеціальної підготовки.

## Життєпис
Народився 18 грудня 1973 року в місті Тернополі. Навчався у школі № 11, після переїзду родини в район «Східний» продовжив навчання у Тернопільській загальноосвітній школі № 14. Грав на гітарі, акордеоні, займався спортом.
З 1991 року проходив військову службу у Внутрішніх військах МВС України. На строкову військову службу призивався у Закарпатську область, в музичну роту, але він не захотів, — сказав, що піде тільки у внутрішні війська. Після строкової служби вирішив обрати професію військового і залишився служити за контрактом. Починаючи з 1993 року служив у військовій частині 3024 в Павлограді, — 4-й полк охорони особливо важливих державних об'єктів. Закінчив заочне відділення автотехнічного факультету Академії внутрішніх військ України. 01.03.2005 року наказом КВВ МВС України присвоєно звання «майор». За 22 роки служби в Павлоградському полку пройшов шлях від солдата до начальника групи бойової та спеціальної підготовки.
Загинув 29 травня 2014 року в зоні бойових дій під час антитерористичної операції у місті Слов'янськ Донецької області. Близько 12:30, поблизу Слов'янська, після розвантаження продуктів харчування на 4-й блокпост та проведення ротації особового складу, повертаючись з району гори Карачун, був обстріляний із лісосмуги та підбитий терористами з ПЗРК гелікоптер Мі-8МТ (борт «16») Національної гвардії України, на борту якого перебував майор Курилович. Під час падіння вибухнули паливні баки. В результаті події загинуло 12 чоловік: шість військовослужбовців Національної гвардії, включаючи двох членів екіпажу і генерал-майора Сергія Кульчицького, та шість представників спецпідрозділу МВС України (колишній спецпідрозділ «Беркут»).
Похований 31 травня в Павлограді. 23 грудня 2015 перепохований у Тернополі.
Залишились батьки, дружина та двоє синів: 19-літній Дмитро і 10-річний Владислав.

## Нагороди та відзнаки
- нагрудний знак «За зразкову службу» 1 та 2 ступеня,
- медаль «10 років внутрішнім військам МВС України»,
- медаль «20 років внутрішнім військам МВС України»,
- орден «За мужність» III ступеня.
- Орден «За мужність» І ступеня (20 червня 2014) — за особисту мужність і героїзм, виявлені у захисті державного суверенітету та територіальної цілісності України, вірність військовій присязі та незламність духу (посмертно)[8]
- почесний громадянин Тернопільської області (26 серпня 2022, посмертно)[9];
- «Почесний громадянин міста Тернополя» (2015) — за особисту мужність і високий професіоналізм, який виявлений у захисті державного суверенітету та територіальної цілісності України[10].
- орден «Сталевий хрест непереможних» (2 грудня 2021, посмертно)[11]
- навічно зарахований до списку особового складу військової частини 3024 Національної гвардії України[12].
- 24 жовтня 2014 року в Павлограді відкрито пам'ятну дошку полеглим в боях павлоградцям. Там викарбувані імена: Абросімов Андрій Вікторович, Каменєв Денис Сергійович, Колесник Андрій Михайлович, Курилович Віталій Іванович, Тафійчук Сергій Володимирович[13]